# Kientzheim
Kientzheim korábbi község Franciaországban, Haut-Rhin megyében. Lakosainak száma 734 fő (2018. január 1.). Kientzheim Ammerschwihr, Sigolsheim, Kaysersberg, Mittelwihr és Riquewihr községekkel határos.
2016. január 1-jén Kaysersberg és Sigolsheim korábbi községgel egyesült és az így létrejött Kaysersberg Vignoble új község része lett.

## Népesség
A település népességének változása:
| Lakosok száma | 850  | 896  | 864  | 811  | 933  | 777  | 738  | 755  | 749  | 734  |
|               | 1962 | 1968 | 1975 | 1982 | 1990 | 2008 | 2013 | 2015 | 2017 | 2018 |